# Wiedemannia similis
Wiedemannia similis är en tvåvingeart som beskrevs av Vaillant 1960. Wiedemannia similis ingår i släktet Wiedemannia och familjen dansflugor. Inga underarter finns listade i Catalogue of Life.